# Trajko Rajković
Trajko Rajković, (en serbe cyrillique : Трајко Рајковић), né le 7 décembre 1937 à Leskovac, dans la République socialiste de Serbie et décédé le 28 mai 1970, est un ancien joueur yougoslave de basket-ball. Il est mort trois jours après avoir remporté le titre de champion du monde 1970.

## Carrière

### Palmarès
- Finaliste des Jeux olympiques 1968
- Finaliste du championnat du monde 1963
- Finaliste du championnat du monde 1967
- Champion du monde championnat du monde 1970
- Troisième du championnat d'Europe 1963
- Finaliste du championnat d'Europe 1965
- Finaliste du championnat d'Europe 1969